# 阿法多龙
阿法多龙（INN：Alfadolone）是一种具有神经活性的类固醇和全身麻醉剂。它以乙酸阿法多龙的形式与阿法沙龙一起作为麻醉药物混合物阿法沙龙/阿法多龙的成分之一。